# 레이시스
레이시스(영어: Radio Amateur Civil Emergency Service (RACES))는 미국 FCC 법령 97.407에 규정된 아마추어 무선 비상통신망이다.
미국은 FCC 규칙 파트 97에서 아마추어 무선에 대한 규제를 하며, 미국 햄 자격증 시험에도 법령 부분은 FCC 규칙 파트 97의 내용을 묻는다.
미국의 햄들에겐 두가지 비상통신망이 있는데, 하나는 FCC 규칙이 규정한 레이시스(RACES)이며, 다른 하나는 미국 캐나다의 공동 비상통신망인 어레스(이하 ARES)이다.

## 근거법령
(37) RACES (radio amateur civil emergency service). A radio service using amateur stations for civil defense communications during periods of local, regional or national civil emergencies. — 미국 FCC 규칙 제97장 제97.3조 제a항 제37호

## 활동
전쟁시에 레이시스가 활동을 시작한다. 레이시스는 비상통신을 하기 위해 사전에 정부에 등록한 햄들로만 구성된다. 레이시스가 아마추어 무선 주파수에 일정한 제한을 가하면, 다른 햄들은 이에 따라야만 한다.
전쟁시 이외에도, 레이시스 규정에 따르면 레이시스는 평상시 통신망이 붕괴된 곳에서 햄 무선통신을 지원할 수 있다. 이것은 자연재해, 기술적 재해, 방사능사고, 핵공격, 테러, 공습 등 매우 다양한 상황에서 사용될 수 있다.

## 참여
과거에는, 미국 민방위본부에서 햄이 아닌 이들에게 레이시스 자격증을 발급하기도 했다. 레이시스 자격증의 남용을 막기 위해, 평상시 교신에는 제한을 두었다. 이러한 레이시스 자격증은 더 이상 발급되지 않는다. 현재는 레이시스는 오직 햄들로만 구성된다.
오늘날에는 보통 대부분의 햄들은 지방정부에 레이시스로 등록하며 또한 ARRL이 조직한 ARES의 회원으로도 등록한다. ARES는 정부가 공식적으로 비상선언을 하지 않아도, 종래의 아마추어무선의 방법으로 비상통신을 제공한다.

## 대한민국
아마추어무선이 시골까지 제대로 보급되지 않은 한국은 재난시 비상통신망을 햄이 아닌 고가의 위성전화기로 해결하려고 한다. 햄은 통화료가 무료이며, 무전기 가격도 10여만원까지 낮출 수 있고, 고가의 통신중계위성 없이 직접 전 세계 교신이 되지만, 음질이 떨어지고, 비밀대화가 불가능하다. 위성전화기는 통화료가 매우 비싸며, 전화기 가격도 매우 비싸다. 위성을 주기적으로 쏘아 올려야 하는 탓이다. 대신 음질이 매우 뛰어나며, 비밀대화가 가능하고, 햄 자격증이 필요없다. 그러나 위성전화기는 고가의 가격에도 불구하고 별로 성능이 좋지 않다고 알려져 있다.

## 같이 보기
- 주요 국가의 아마추어 무선 비상통신망
  - ARES - 캐나다
  - RAYNET - 영국
  - AREC - 뉴질랜드